# Weeber
Weeber ist ein deutscher Familienname. Zu Herkunft und Bedeutung siehe Weber.

## Namensträger
- Carel Weeber (1937–2025), niederländischer Architekt
- Jochen Weeber (* 1971), deutscher Schriftsteller
- Karl-Wilhelm Weeber (* 1950), deutscher Altertumswissenschaftler
- Rudolf Weeber (1906–1988), deutscher Jurist